# Chikkakalya, Magadi
Chikkakalya là một làng thuộc tehsil Magadi, huyện Ramanagara, bang Karnataka, Ấn Độ.